# 塔拉索納主教座堂

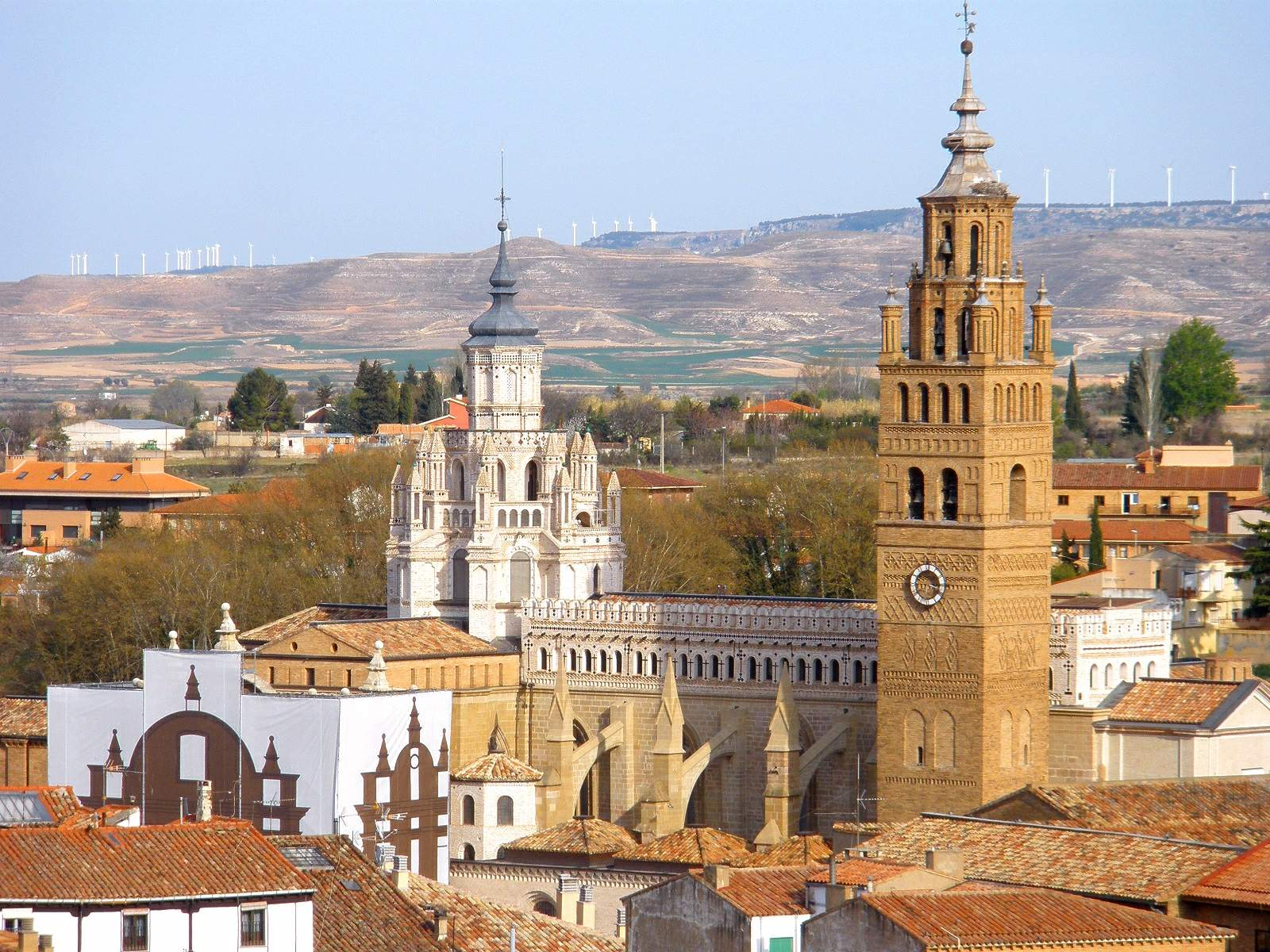

塔拉索納主教座堂（Tarazona Cathedral）是位於西班牙城市塔拉索納的一座羅馬天主教的主教座堂。塔拉索納主教座堂的建築融合了哥特式和穆德哈爾式的風格。